# ストレンジャー (2010年の映画)
『ストレンジャー』（原題: Main Street）は、2010年のアメリカ合衆国のドラマ映画。
産業廃棄物処理場建設を巡ってアメリカのノースカロライナ州ダーラムを舞台に繰り広げられる群集劇である。出演にはオスカー俳優のコリン・ファースをはじめ、人気俳優のオーランド・ブルーム、ベテランのエレン・バースティン、若手女優のアンバー・タンブリンに実力派女優パトリシア・クラークソンなど、豪華な顔ぶれが揃ってはいるが興行的には芳しい結果は残せなかった。日本では劇場未公開に終わり、2013年にDVDがリリースされた。

## ストーリー
ノースカロライナ州ダーラム。ある夜、とある倉庫にトラックとバンが到着する。バンから降り立ったのはガス・リロイ（コリン・ファース）。ガスは二人のメキシコ人労働者に倉庫を見張るよう指示を出すと、その場を後にした。同じ頃、倉庫のオーナーであるジョージアナ（エレン・バースティン）は、途方もない孤独感から姪のウィラ（パトリシア・クラークソン）を呼び出していた。ジョージアナは長年連れ添った夫を病気で亡くし、以来生まれ育った屋敷に一人で暮らす寂しい老人だった。そんな叔母を気遣って姪のウィラはしばらく家に滞在することにするのだが、叔母がリースで提供した倉庫の借主（ガス）が産業廃棄物処理の会社であることを知る。早速、クレームを申し立てるために倉庫へ出向くが、口のうまいガスに上手くかわされる羽目に。仕方なく町の警察署へ出向くと、警官のハリス（オーランド・ブルーム）が対応する。一通りの説明をウィラから聞いたハリスは、早速倉庫へ足を運び、自分の目で確かめることに。そこでハリスもガスと会い、産業廃棄物の保管場所で倉庫を借りていることを聞くのだが、ガスは絶対に安全で問題はないと主張。ガスもガスで、さびれた街を再生するには雇用口を増やすことが一番の手立てであると市長に掛け合っており、町全体が産業廃棄物処理の受け入れに賛成し始める。ところが、産業廃棄物を運ぶトラックが豪雨の中で事故を起こす。幸い、死亡者もなく、有害物質の漏洩もなかったが、ガスはショックを受ける。「事故はどうやっても起きるものである」ということを思い知らされたガスは、ウィラに会社を辞めると告げる。

## キャスト
- ガス・リロイ - コリン・ファース

産業廃棄物処理会社の社員。テキサス出身。
- ジョージアナ・カー - エレン・バースティン

ダーラムで生まれ育った女性。
- ウィラ・ジェンキンス - パトリシア・クラークソン

ジョージアナの姪（姉妹の娘）。
- ハリス・パーカー - オーランド・ブルーム

警官。弁護士を目指し、夜間のロー・スクールに通う。
- メアリー・サウンダース - アンバー・タンブリン

ハリスの高校時代の恋人。
- ハワード・マーサー - アンドリュー・マッカーシー

メアリーの上司で交際相手。実は妻子持ち。
- ハリスの母 - マーゴ・マーティンデイル

ハリスに依存。
- 市長 - イザイア・ウィットロック・Jr

## スタッフ
- 監督：ジョン・ドイル
- 製作：アディ・シャンカー、ほか
- 脚本：ホートン・フート
- 音楽：パトリック・ドイル
- 撮影：ドナルド・マカルパイン
- 編集：ニール・フェレル